# Агадирское землетрясение (1960)
Агадирское землетрясение произошло в понедельник, 29 февраля 1960 года, в 23:47 по местному времени недалеко от города Агадир, расположенного в западной части Марокко на берегу Атлантического океана. Это было самое разрушительное и смертоносное землетрясение в марокканской истории с магнитудой 5.7, убившее около 15 000 человек (около трети населения города того времени). Пострадали при этом (в том числе были ранены) ещё 12 000 человек и по меньшей мере 35 тысяч человек остались без крова. Мелководный очаг землетрясения, близость к портовому городу Агадир и неудовлетворительные методы строительства — все это было названо инженерами-сейсмологами причинами, по которым оно было таким разрушительным.

## Геология
Атласские горы — это внутриконтинентальный горный пояс, простирающийся на 2000 км (1200 миль) от Марокко до Туниса. Эти горы образовались в кайнозое в результате столкновения континентов. Наибольшей высоты горный хребет достигает на западе, в Марокко. Высокий Атлас образовался во время активизации древнего триасового разлома. Однако, скорее, не из-за сил растяжения, а из-за того, что на севере произошел коллизионный разлом. Сейсмичность в Марокко сосредоточена на севере страны и в районе Альборанского моря. К югу от Рифа сейсмическая активность незначительна, но распределена по Среднему Атласу, Высокому Атласу и Антиатласу. Сейсмичность в Атласе Сахары ограничена и отсутствует в регионе Сахары к югу от пояса; она также менее активна к востоку, в Алжире и Тунисе. Землетрясения в Атласских горах проявляют очаговые механизмы сдвига, толчка или сочетания того и другого (косого сдвига). Землетрясение в Аль-Хаузе в 2023 году было крупнейшим в Атласских горах и произошло к северо-востоку от Агадира. Однако малонаселенность места, где произошло землетрясение, ограничила число погибших до 3000 человек.

## Период землетрясения
Хотя толчок был зафиксирован сейсмографами по всему миру, лишь немногие из этих станций находились достаточно близко к месту происшествия, чтобы определить эпицентр с высокой точностью. С учётом имеющейся информации инструментальное местоположение было определено как расстояние в 8 километров (5,0 миль) к северу-северо-западу от Касбы. Макросейсмические наблюдения (установление мест с наибольшей наблюдаемой интенсивностью) выявили эпицентр примерно в 1 километре (0,62 мили) к северу от Ячеча. Главному толчку предшествовала череда незначительных форшоков. Первый толчок произошел 23 февраля с интенсивностью III или IV (от слабого до легкого), а в день катастрофы более значительный форшок с интенсивностью VI (сильный) вызвал тревогу около обеденного часа.
Главный шок произошел на третий день мусульманского празднования Рамадана, сразу же обрушив многие гостиницы, квартиры, рынки и офисные здания. Подземные водопроводы прорвались, а канализационные системы рухнули. Касба Агадир-Уфла, полуразрушенная крепость, простоявшая веками, рухнула на склоне холма. Из-за отсутствия давления воды и обрушения большинства пожарных депо (погибших в них), многие пожары в курортном городе Агадир остались гореть, и для борьбы с ними осталось мало пожарных и ресурсов. Поскольку почти семьдесят процентов города лежало в руинах, никакие спасательные операции не могли быть начаты или организованы изнутри Агадира. К утру французская армия и моряки Шестого флота США подошли к берегу, бросили якорь и приготовились к спасательной операции.
Британский писатель Гэвин Максвелл находился в Марокко во время катастрофы, и его книга «Скалы остаются» открывается ярким описанием, основанным на его собственном опыте и опыте других жителей этого региона, включая важных деятелей марокканского правительства, которые числились среди его друзей.

## После землетрясения
Город был эвакуирован через 2 дня после землетрясения, чтобы избежать распространения болезни. Агадир был перестроен в 3 км к югу от первоначального места после просьбы короля Мухаммеда V. Так же в спасательных операциях принимал участие французский авианосец La Fayette.

## Цунами
В газетном сообщении от 2 марта 1960 года описывалось, как сообщалось, что цунами вышло на берег вскоре после землетрясения, и говорилось: «Приливная волна пробежала по белым пляжам и вонзилась в город на 300 метров. Городской причал был разрезан на две части, — сообщил по рации испанский капитан корабля».
Катастрофа, вызванная цунами, была позже опровергнута отчетом Американского института железа и стали после того, как группа инженеров по землетрясениям, в том числе Рэй У. Клаф из Калифорнийского университета в Беркли, обследовал ущерб и обрушения зданий по всему району Агадира в марте 1960 года. В отчете об их выводах говорилось, что портовые сооружения понесли ущерб из-за довольно равномерного оседания в районе гавани, которое стало причиной опрокидывания пяти больших кранов, но не было никаких доказательств или каких-либо надежных свидетелей цунами. Лишь экипаж голландского грузового судна, который заявил, что большие волны в гавани действительно вызвали отделение их швартовных линий во время землетрясения. В отчете Бюллетеня Сейсмологического общества Америки за 1964 год также отрицается существование разрушительного цунами из-за отсутствия данных от близлежащего мареографа.